# Afyon Belediye Yüntaş Gençlik ve Spor Kulübü 2020-2021
Questa voce raccoglie le informazioni riguardanti l'Afyon Belediye Yüntaş Gençlik ve Spor Kulübü nelle competizioni ufficiali della stagione 2020-2021.

## Organigramma societario
Area direttiva
- Presidente: Murat Öner

Area tecnica
- Allenatore: Burak Hascan
- Allenatore in seconda: Niyazi Durmaz
- Scoutman: Onur Coşkun

## Rosa
| N° | Nome               | Ruolo | Data di nascita   | Nazionalità sportiva |
| -- | ------------------ | ----- | ----------------- | -------------------- |
| 1  | Fatih Ürün         | P     | 22 gennaio 1987   | Turchia              |
| 2  | Okay Serçe         | O     | 27 gennaio 1993   | Turchia              |
| 3  | Vefa Yılmaz        | P     | 24 aprile 1982    | Turchia              |
| 4  | Resul Gün          | S     | 8 febbraio 1999   | Turchia              |
| 5  | Alen Šket          | S     | 28 marzo 1988     | Slovenia             |
| 5  | Kaan Kar           | C     | 7 gennaio 1997    | Turchia              |
| 6  | Cristian Poglajen  | S     | 14 luglio 1989    | Argentina            |
| 7  | Berkan Eryüz       | C     | 26 febbraio 1993  | Turchia              |
| 8  | Alperay Demirciler | L     | 1º febbraio 1993  | Turchia              |
| 9  | Hasan Balcıoğlu    | S     | 3 aprile 1986     | Turchia              |
| 10 | Cansin Enaboifo    | S     | 9 luglio 1995     | Turchia              |
| 11 | Berk Yılmaz        | C     | 5 maggio 1997     | Turchia              |
| 12 | Bruno Lima         | O     | 4 febbraio 1996   | Argentina            |
| 13 | Görkem Sertel      | C     | 27 ottobre 1992   | Turchia              |
| 14 | Can Ayvazoğlu      | L     | 14 settembre 1979 | Turchia              |
| 16 | Yılmaz Takmak      | S     | 1º gennaio 2001   | Turchia              |
| 17 | Abrahan Alfonso    | S     | 23 febbraio 1995  | Cuba                 |
| 18 | Ömer Dur           | C     | 17 agosto 1994    | Turchia              |

## Statistiche

### Statistiche di squadra
| Competizione     | Punti | In casa | In casa | In casa | In trasferta | In trasferta | In trasferta | Totale | Totale | Totale |
| Competizione     | Punti | G       | V       | P       | G            | V            | P            | G      | V      | P      |
| ---------------- | ----- | ------- | ------- | ------- | ------------ | ------------ | ------------ | ------ | ------ | ------ |
| Efeler Ligi      | 34    | 15      | 6       | 9       | 15           | 4            | 11           | 30     | 10     | 20     |
| Coppa di Turchia | 3     | 0       | 0       | 0       | 0            | 0            | 0            | 3      | 1      | 2      |
| Totale           | -     | 15      | 6       | 9       | 15           | 4            | 11           | 33     | 11     | 22     |

G = partite giocate; V = partite vinte; P = partite perse

### Statistiche dei giocatori
| Giocatore     | Campionato | Campionato | Campionato | Campionato | Campionato | Coppa di Turchia | Coppa di Turchia | Coppa di Turchia | Coppa di Turchia | Coppa di Turchia | Totale | Totale | Totale | Totale | Totale |
| Giocatore     | P          | PT         | AV         | MV         | BV         | P                | PT               | AV               | MV               | BV               | P      | PT     | AV     | MV     | BV     |
| ------------- | ---------- | ---------- | ---------- | ---------- | ---------- | ---------------- | ---------------- | ---------------- | ---------------- | ---------------- | ------ | ------ | ------ | ------ | ------ |
| A. Alfonso    | 11         | 202        | 174        | 10         | 18         | -                | -                | -                | -                | -                | 11     | 202    | 174    | 10     | 18     |
| C. Ayvazoğlu  | 10         | 0          | 0          | 0          | 0          | 2                | 0                | 0                | 0                | 0                | 12     | 0      | 0      | 0      | 0      |
| H. Balcıoğlu  | 25         | 10         | 7          | 3          | 0          | 3                | 0                | 0                | 0                | 0                | 28     | 10     | 7      | 3      | 0      |
| A. Demirciler | 24         | 0          | 0          | 0          | 0          | -                | -                | -                | -                | -                | 24     | 0      | 0      | 0      | 0      |
| Ö. Dur        | 29         | 140        | 82         | 57         | 1          | 3                | 24               | 17               | 6                | 1                | 32     | 164    | 99     | 63     | 2      |
| C. Enaboifo   | 28         | 284        | 248        | 29         | 7          | 2                | 16               | 13               | 2                | 1                | 30     | 300    | 261    | 31     | 8      |
| B. Eryüz      | 14         | 42         | 32         | 9          | 1          | 2                | 9                | 5                | 4                | 0                | 16     | 51     | 37     | 13     | 1      |
| R. Gün        | 1          | 3          | 3          | 0          | 0          | 1                | 1                | 1                | 0                | 0                | 2      | 4      | 4      | 0      | 0      |
| K. Kar        | 9          | 30         | 22         | 5          | 3          | -                | -                | -                | -                | -                | 9      | 30     | 22     | 5      | 3      |
| B. Lima       | 27         | 499        | 439        | 35         | 25         | 3                | 39               | 35               | 2                | 2                | 30     | 538    | 474    | 37     | 27     |
| C. Poglajen   | 30         | 285        | 234        | 26         | 25         | 3                | 27               | 23               | 1                | 3                | 33     | 312    | 257    | 27     | 28     |
| O. Serçe      | 13         | 19         | 16         | 0          | 3          | 2                | 0                | 0                | 0                | 0                | 15     | 19     | 16     | 0      | 3      |
| G. Sertel     | 27         | 103        | 66         | 31         | 6          | 3                | 8                | 6                | 2                | 0                | 30     | 111    | 72     | 33     | 6      |
| A. Šket       | 11         | 132        | 118        | 8          | 6          | 2                | 19               | 18               | 0                | 1                | 13     | 151    | 136    | 8      | 7      |
| Y. Takmak     | 3          | 0          | 0          | 0          | 0          | 1                | 0                | 0                | 0                | 0                | 4      | 0      | 0      | 0      | 0      |
| F. Ürün       | 25         | 7          | 2          | 5          | 0          | 2                | 5                | 1                | 2                | 2                | 27     | 12     | 3      | 7      | 2      |
| B. Yılmaz     | 19         | 31         | 22         | 7          | 2          | -                | -                | -                | -                | -                | 19     | 31     | 22     | 7      | 2      |
| V. Yılmaz     | 30         | 72         | 26         | 28         | 18         | 2                | 2                | 0                | 2                | 0                | 32     | 74     | 26     | 30     | 18     |

P = presenze; PT = punti totali; AV = attacchi vincenti; MV = muri vincenti; BV = battute vincenti